# Stenurella
Stenurella — род жуков из подсемейства усачики семейства жуков-усачей. Является одним из самых обычных усачей фауны России.  

## Описание
Тело вытянутой формы, достигает длины 5–15 мм. Переднеспинка, равномерно закругленная ближе к переднему краю. Усики утолщены у основания, примерно такой же длины, как и тело. Голова, переднеспинка и брюшко черные. Надкрылья зауживаются книзу, у самцов желто-коричневые, у самок — красноватые, в обоих случаях с вершиной черного цвета. Внутренний край также часто черного цвета, особенно у самок, в то время как у самцов затемнение более выражено, граница рисунка надкрыльев более размытая. Ноги длинные и стройные, задние лапки очень узкие, первый сегмент намного длиннее двух последующих сегментов вместе взятых.
Некоторые авторы приходят к выводу, что паттерн окраса насекомых не является статистически достоверным способом различения родов.
Личиночные стадии проходят в древесине как лиственных пород, так и в мертвой древесине. Поскольку взрослые особи проводят большую часть времени на цветках, питаясь пыльцой и нектаром, есть предположения, что часть видов рода мимикрирует под муравьев или ос.

## Места обитания

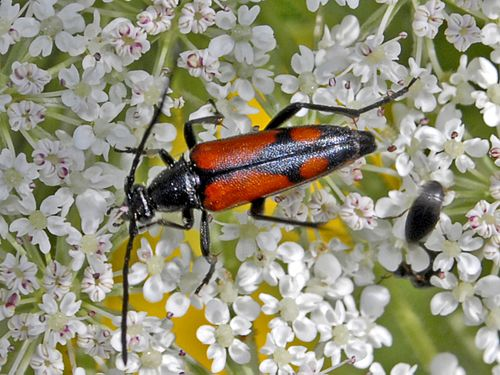
Фотография Stenurella

Обитает на лугах, в долинах и иногда в степи. Распространён в палеарктике.  

## Систематика
Таксономическая принадлежность видов рода Stenurella является предметом споров энтомологов. Так, авторы статьи считают, что Stenurella approximans, Stenurella hybridula, Stenurella melanura показывают наибольшую степень родства между собой, также Stenurella bifasciata, Stenurella jaegeri и Stenurella novercalis тоже являются близкородственными. Тем временем, другие исследователи объединяют виды по группам:
1. Stenurella melanura, Stenurella pamphyliae, Stenurella samai, Stenurella zehrae;
2. Stenurella bifasciata, Stenurella sabinae, Stenurella ferruginipes;
3. Stenurella septempuctata, Stenurella vaucheri;
4. Stenurella jaegeri, Stenurella novercalis;
5. Stenurella nigra;
6. Stenurella approximans;
7. Stenurella hybridula.

Отличия объясняются разными подходами к признакам, на которые опираются исследователи: морфологические признаки и результаты секвенирования. 
- Stenurella approximans Rosenhauer 1856
- Stenurella bifasciata O.F. Müller 1776 — Перевязанная лептура
- Stenurella ferruginipes Pic 1895
- Stenurella hybridula Reitter 1901
- Stenurella jaegeri Hummel 1825
- Stenurella lindbergi Villiers 1943
- Stenurella melanura Linnaeus 1758 — Чернозадая лептура
- Stenurella nigra Linnaeus 1758
- Stenurella novercalis Reitter 1901
- Stenurella pamphyliae Rapuzzi & Sama 2009
- Stenurella sabinae Rapuzzi & Sama 2012
- Stenurella samai Rapuzzi 1995
- Stenurella septempunctata Fabricius 1793
- Stenurella solaris Rapuzzi & Sama 2012
- Stenurella vaucheri Bedel 1900
- Stenurella zehrae Özdikmen, Mercan & Cihan 2012